# Joanna Dark
Joanna Dark é uma personagem fictícia e a principal protagonista da série de jogos eletrônicos Perfect Dark. Ela estreou no jogo de tiro em primeira pessoa Perfect Dark do Nintendo 64 e é uma personagem jogável em todos os jogos da série. Fora dos videogames, Joanna aparece como a personagem principal em todos os romances e histórias em quadrinhos de Perfect Dark. Joanna é uma agente do fictício Instituto Carrington, onde recebeu o codinome "Perfect Dark" em homenagem ao seu desempenho impecável em testes de treinamento. 
Joanna Dark foi originalmente criada pelo designer de videogame Martin Hollis, que encontrou inspiração em várias heroínas fictícias, como a agente do FBI Dana Scully da série de televisão The X-Files, a Mulher Fatal do filme La Femme Nikita e Motoko Kusanagi do mangá/anime Ghost in the Shell, entre outros. Seu modelo Perfect Dark Zero foi redesenhado pelo artista de mangá Wil Overton. Joanna Dark está entre os personagens mais conhecidos da Rare e foi destaque em várias "listas principais" da mídia de jogos.

## Designer do personagem
Joanna Dark foi originalmente idealizada por Martin Hollis, o diretor e produtor de GoldenEye 007 e Perfect Dark, antes de deixar a Rare em 1998. Hollis explicou que a sugestão de ter uma protagonista feminina em um jogo de tiro em primeira pessoa foi inspirada por Kim Kimberly, a protagonista dos dois primeiros jogos da trilogia Silicon Dreams da Level 9 Computing, onde o jogador experimenta o choque de descobrir que é uma mulher bem tarde no primeiro jogo. Ele também sentiu que deveria haver mais jogos com protagonistas femininas. Segundo ele, "tendo acabado de fazer um jogo estrelado por um homem, parecia lógico criar um em torno de uma mulher."
O design de Joanna foi influenciado por uma série de heroínas fictícias, incluindo a sedutora espiã Agente X-27 no filme de 1930 Dishonored, a agente do FBI Dana Scully da série de televisão The X-Files e a homônima femme fatale do filme La Femme Nikita, que Hollis descreve como "icônica, heróica, independente, vulnerável e muito danificada." Seu corte de cabelo e características faciais foram modelados a partir da atriz Winona Ryder. Embora o nome "Joanna Dark" faça alusão à pronúncia francesa da figura histórica Joana d'Arc como "Jeanne d'Arc", O designer de jogos David Doak explicou que o nome "Joanna" foi concebido antes de qualquer referência ser notada. Hollis revelou que eles "queriam que ela fosse bem normal, não com aparência de supermodelo, talvez um pouco andrógina." Joanna usa trajes diferentes ao longo do jogo, uma decisão que a torna "intrinsecamente elegante". Um vestido preto que Joanna usa tem a imagem de um dragão de Killer Instinct. Em Perfect Dark, ela foi dublada por Eveline Fischer, uma compositora de música para videogame que trabalhou na Rare.
Em Perfect Dark Zero, Joanna foi redesenhada pelo artista de mangá Wil Overton. Overton adicionou elementos mais distintos, incluindo uma tatuagem de estrela do lado esquerdo do pescoço, uma mecha loira no cabelo e um contorno irregular no penteado. O cabelo dela também foi mudado de curto e vermelho para na altura dos ombros e laranja. Hollis afirmou que, embora gostasse do novo trabalho conceitual, ele não conseguia imaginar por que ela usaria o laranja. De acordo com ele, "Não é característico. Além do problema prático de ser um farol para balas — agentes secretos não usam laranja por um bom motivo." O processo para o design de sua personagem passou por várias alterações. Imagens do conceito inicial foram recebidas com muito escárnio entre os fãs que criticaram a nova aparência de Joanna, estilo mangá. Em resposta, os desenvolvedores escolheram suavizar alguns dos aspectos mais estilizados do design, eventualmente chegando a uma aparência mais realista. Para a sequência cancelada Perfect Dark Core, Dark foi alterado para se adequar à atmosfera realista do jogo, sendo descrito como uma versão "fumegante e sedutora".

## Aparições

### Jogos eletrônicos
A primeira aparição de Joanna é no título do Nintendo 64 Perfect Dark, lançado em 2000. No jogo, Joanna é uma agente do fictício Instituto Carrington, onde recebeu o nome de código "Perfect Dark" em homenagem ao seu desempenho impecável em testes de treinamento. Em sua primeira missão, ela é enviada para extrair um desertor dataDyne. No processo, ela descobre uma conspiração entre a maior corporação do mundo dataDyne e um grupo de Skedars, extraterrestres que estabeleceram uma guerra interestelar contra outra raça alienígena conhecida como Maians. Os conspiradores planejam roubar uma mega arma de uma nave espacial acidentada no fundo do oceano da Terra e usá-la contra o planeta natal Maian. No entanto, sem o conhecimento da dataDyne, os Skedar também pretendem testar o disparo da arma na Terra, destruindo-a no processo. Com a ajuda de um guarda-costas Maian, Joanna consegue localizar a mega arma e destruí-la. Depois, ela ajuda os Maians a lançar um contra-ataque contra o planeta natal dos Skedar, eliminando seu Sumo Sacerdote, dando assim um golpe devastador no moral.
Joanna retorna em um jogo no Game Boy Color, que se passa um ano antes do título do Nintendo 64. Tendo completado seu treinamento com sucesso e conquistado a confiança do líder do Instituto, Daniel Carrington, Joanna é enviada para a selva sul-americana, onde deve destruir uma fábrica ilegal de ciborgues. No processo, ela testemunhou uma aeronave sendo abatida e anotou as coordenadas. Como resultado, ela é ordenada a investigar o local do acidente, onde eventualmente descobre que os destroços pertenciam ao Skedar. Em retaliação, o Instituto é invadido por uma equipe de ataque da dataDyne para destruir quaisquer pistas da conspiração, mas Joanna finalmente a impede.
A prequência do Perfect Dark Zero de 2005 ocorre três anos antes dos eventos do jogo do Nintendo 64, onde Joanna é uma caçadora de recompensas trabalhando com seu pai Jack. Em sua primeira missão, eles resgatam um cientista chamado Zeigler das mãos de um senhor do crime da Tríade baseado em Hong Kong. Zeigler descobriu um artefato antigo na África que dota indivíduos com poderes sobre-humanos, sugeridos como tendo sido construídos pelos Maians. No entanto, Zeigler é morto logo depois e Jack é capturado pela dataDyne, que também está interessada no artefato. Joanna mais tarde consegue resgatá-lo do palácio de Zhang Li, o secreto fundador da dataDyne, mas Jack é eventualmente morto pela filha de Zhang Li, Mai Hem. Joanna então descobre que seus objetivos coincidem com os do Instituto Carrington. Aproveitando seus recursos, Joanna vinga a morte de seu pai matando Mai Hem e mais tarde Zhang Li, que usou o artefato em si mesmo.

### Em outras mídias
Joanna Dark é a protagonista principal dos romances e histórias em quadrinhos Perfect Dark. No primeiro romance, Initial Vector, que se passa seis meses após Perfect Dark Zero, Joanna se encontra vivendo no terreno do Instituto Carrington e deve aprender a confiar em Daniel Carrington, além de descobrir uma conspiração que pode influenciar na nova eleição de CEO da dataDyne. O segundo romance, Second Front, segue Joanna enquanto ela tenta impedir um grupo clandestino de hackers responsáveis por alguns grandes acidentes que permitiram que a dataDyne assumisse o controle das corporações envolvidas. Janus' Tears, uma história em quadrinhos americana de seis edições que se passa entre os dois romances, foca nas tentativas de Joanna de desmascarar uma toupeira no escritório do Instituto Carrington em Los Angeles.

## Promoção e Recepção
Em 2000, a modelo americana Michele Merkin interpretou a personagem em comerciais e promoções em lojas para o cartucho de jogo Nintendo 64.
 Em 2001, a Blue Box Toys produziu uma figura de ação de 12 polegadas baseada em sua aparência no jogo N64. A figura veio com várias armas no jogo e estava disponível em dois visuais — um vestido com uma armadura corporal e o outro com um macacão de couro preto.
Joanna Dark está entre as personagens mais conhecidas da Rare. Em 2007, a Tom's Games incluiu-a na lista das 50 maiores personagens femininas da história dos videogames, chamando-a de "todas as três Charlie's Angels reunidas em uma" e afirmando que ela deveria ser interpretada por Jessica Biel. Em 2008, a Spike apresentou Joanna Dark como a sexta em sua lista de "As Melhores Raposas dos Videogames", e The Age a classificou como a 20ª maior personagem do Xbox de todos os tempos, mesmo que seu Perfect Dark Zero "possa não ter sido a melhor entrada para" ela em oposição ao primeiro jogo para o console da Nintendo. Em 2013, Scott Marley do Daily Record classificou-a como a terceira personagem feminina mais atraente de videogame. Em 2015, Thanh Niên classificou esta "espiã perfeita" como a quinta personagem feminina mais sexy dos videogames. O site GamingBolt nomeou o visual animado de Joanna em Perfect Dark Zero como o quinto em sua lista de "Piores designs de personagens de videogame que foram totalmente detestados pelos jogadores", afirmando que a mudança "não fez nada por sua personagem".
A Entertainment Weekly elegeu Joanna Dark como a 14ª personagem de videogame mais legal, acrescentando "quando James Bond vai dormir, ele sonha em ser Joanna Dark". Em 2013, Darren Franich, da Entertainment Weekly, listou-a como uma das "15 mulheres arrasadoras dos videogames", afirmando que "Joanna foi uma heroína de destaque em um gênero que tende, até hoje, à hiper-masculinidade". Apesar disso, Joanna também foi criticada pelo autor de Trigger Happy, Steven Poole, que descreveu o design de sua personagem como "uma tentativa descarada e condenada de roubar o trovão de Lara Croft", e argumentou que ela ilustrou os desafios de caracterizar os protagonistas de jogos de tiro em primeira pessoa. A Complex considerou Joanna uma das maiores heroínas da história dos videogames, elogiando seu papel realista no jogo original. Em 2018, os editores do GamesRadar+ declararam que Joanna era uma das personagens mais procuradas para a série de videogames de luta crossover Super Smash Bros. Em 2021, Chris Morgan do Yardbarker descreveu Joanna como uma das "personagens mais memoráveis dos jogos antigos da Nintendo".